# Bequimão
Bequimão este un oraș în unitatea federativă Maranhão (MA), Brazilia.